# Cryptogramma japonica
Cryptogramma japonica là một loài dương xỉ trong họ Pteridaceae. Loài này được Thunb. Prantl mô tả khoa học đầu tiên năm 1882.